# Just Sándor
Just Sándor (Bréma, 1874. április 12. – Budapest, 1937. május 30.) vegyészmérnök, Hanaman Ferenccel közösen dolgozták ki a volfrámszálas izzólámpa szabadalmát.

## Élete

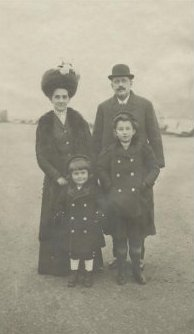
Feleségével és két legidősebb gyerekükkel

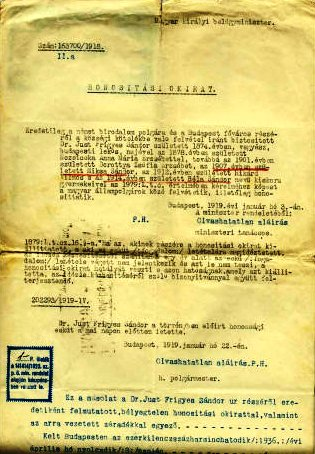
Honosítási okirata

Német kereskedőcsaládból származott, egy fiútestvére volt. A születési anyakönyvi kivonata szerint apja Maximilian Alexander Just, anyja Dorothea Sophie Elisabeth Hoyerman volt. Eredetileg az Alexander Friedrich Just nevet kapta, de később Magyarországon már a Just Sándor nevet használta. Családja 1882-ben Bécsbe költözött. 1884-ben iratkozott be a Mariahilfer Gymnasiumba, 1892-ben érettségizett, majd a Bécsi Egyetemen kémiai, fizikai, filozófiai, matematikai és ásványtani előadásokat hallgatott. 1894-ben kezdte el írni doktori munkáját „Einwirkung von alkoholischem Kali auf ein Gemenge von Formaldehyd und Isobutyraldehyd” címmel, 1896-ban nyerte el doktori diplomáját. Ezt követően a Bécsi Műszaki Egyetem Analitikai Kémia Tanszékén volt tanársegéd.
1900-ban Bécsben feleségül vette Nozsicska Anna Maria Elizabethet, akitől öt gyermeke (4 fiú és egy lány) született. 1904-ben családjával együtt Budapestre költözött, megtanult magyarul és 1919 januárjában magyar állampolgárságot kapott.
Még a Bécsi Egyetemen ismerkedett meg a horvát származású mérnökkel, Hanaman Ferenccel. Just és Hanaman Bécsben majd Budapesten több szabadalmat dolgozott ki a volframszálas izzólámpa gyártására. Tevékenységéről bővebben → Munkássága
1937-ben rákbetegségben hunyt el, sírja Budapesten, a Farkasréti temetőben van.

## Az izzólámpa Just Sándor kutatásai előtt

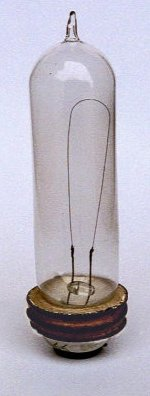
Ozmium lámpa

Edison első izzólámpájától kezdve kutatók egész serege foglalkozott a világítás tökéletesítésével. Az első jelentős eredmény Walter Nernst nevéhez fűződik. 1897-ben felfedezte, hogy bizonyos fémek oxidjából előállított pálcák hideg állapotában nem vezetik az elektromosságot, de felmelegítve jó vezetővé vállnak. A Nernst lámpák hibáit igyekeztek csökkenteni, de a gyakorlatban így sem terjedtek el. Bár a Ganz és az Egyesült Villamossági Rt megvásárolta a szabadalmat, a várt siker nem következett be. Carl Freiherr Auer von Welzbach 1898-ban ozmium lámpát készített. 1905-ben mutatták be a Werner von Bolton és Otto Feuerlin által a Siemens és Halske gyárban előállított tantál lámpát. A Ganz már nem is vásárolta meg az ozmium lámpa szabadalmat, mert a gyárat irányító banktőke nem látta a befektetést előnyösnek. Az Egyesült Villamossági Rt hozzájutott a szabadalomhoz, de az események más fordulatot vettek.

## Munkássága
Eltérve az izzólámpákhoz addig próbált fémektől folytatott kutatásokat a két fiatal bécsi főiskolai tanársegéd: Hanaman Ferenc, és Dr. Just Sándor. Hanaman és Just a bécsi műegyetem analitikai-kémiai intézetében ismerkedett meg, és Just javaslatára a Schneider és Társa cégnél folytattak izzólámpa kutatásokat. Kísérleteik az izzószál anyagára vonatkoztak, hiszen az Edison szénszálas izzólámpája kevés fényt adott, és sokat fogyasztott. Különböző anyagokat vizsgáltak, így: bórnitrid, molibdén, volfrám, titán, urán, stb. Végül a volfrámot és a molibdént tartották a legmegfelelőbbnek.
Az őket foglalkoztató Schneider és Társa azonban nem méltányolta eredményeiket, ezért megváltak a cégtől, és Hohenegg professzort, a bécsi műegyetem elektrotechnikai intézetének vezetőjét kérték fel a vizsgálataik véleményezésére. A professzor a kutatók megállapításait helyesnek találta, és javasolta, vegyék fel a kapcsolatot a Siemens és Halske céggel. A tárgyalások eredmény nélkül végződtek, mert a cég már elkötelezte magát a tantál lámpák gyártása mellett.
Hamarosan létrejött azonban a kapcsolat az Egyesült Villamossági Rt.-vel. A cég 1904. december 13-án – szabadalmi leírásuk megjelenése napján – 10% licencdíj ellenében meg is vette tőlük a volfrámszálas izzólámpa kizárólagos gyártási és értékesítési jogát. Mindketten a cég alkalmazásába léptek, hiszen a tömeggyártáshoz még sok kísérletre volt szükség. 1904-ben sikerült fémvolfrámból izzószálat előállítani. Ez azonban olyan törékeny volt, hogy speciális tartót kialakítását tette szükségessé. A fémvolfrámot ekkor még gázban történő izzítással volfrámhexakloridból nyerték, és szénszálra vitték fel. Ezzel a módszerrel 30V-nál magasabb feszültségű lámpát nem tudtak előállítani.

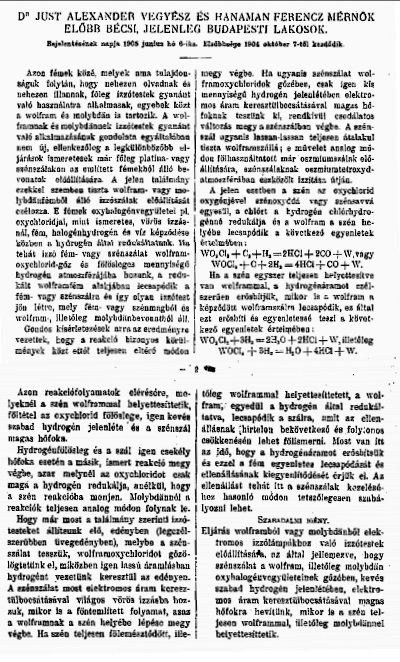
Szabadalmi leírás 1904-ből. Just Sándor és Hanaman Ferenc 34541 számú szabadalma.

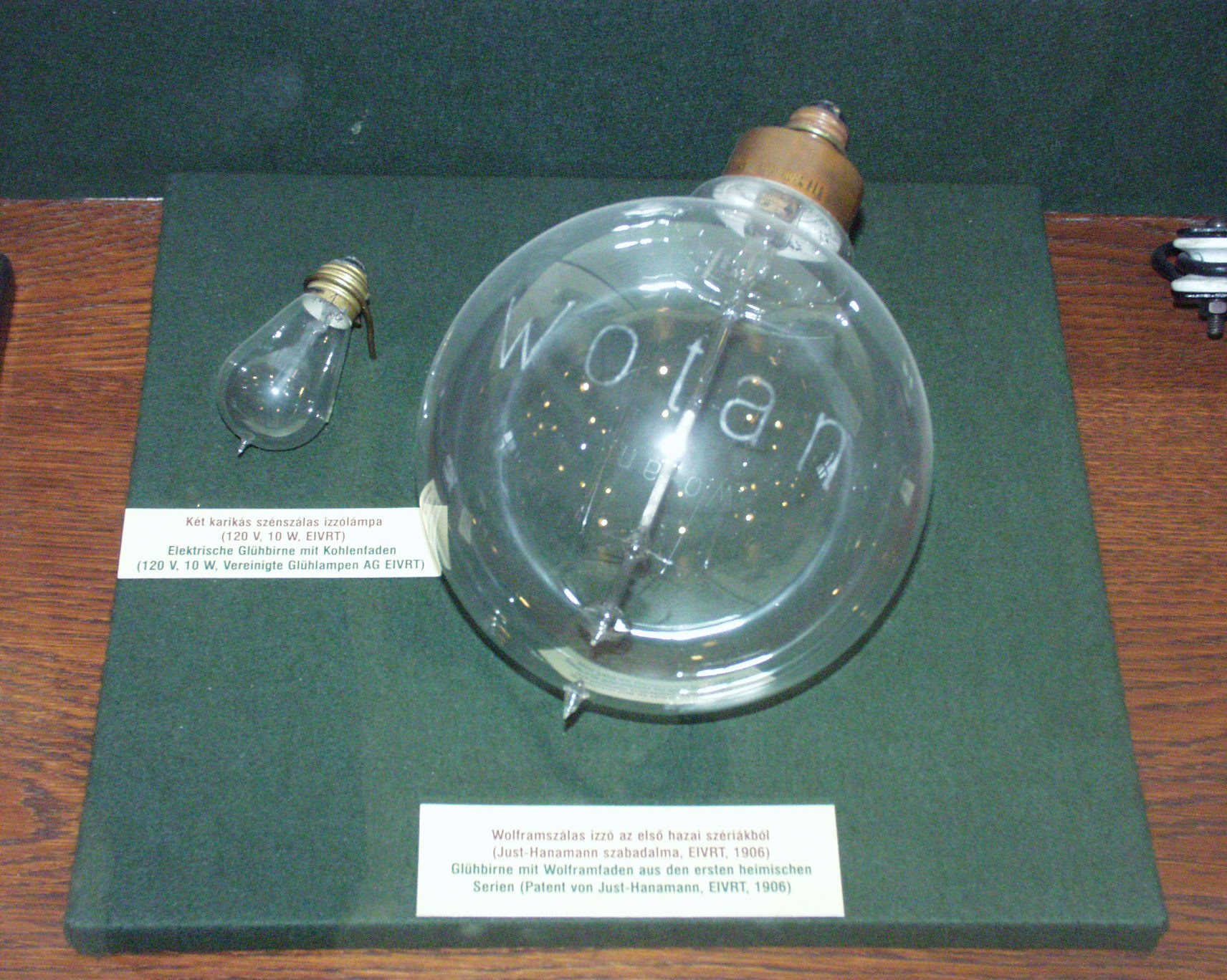
Jobb oldalon egy Just–Hanaman-féle volframszálas izzólámpa 1906-ból.

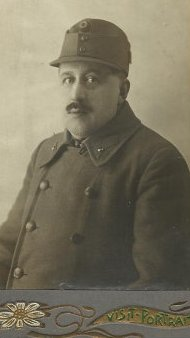
Dr. Just Sándor katonaként.

1906-ban új utat választottak. Függetlenítették a gyártást a szénszáltól. Az új eljárással a por alakú, kötőanyaggal kevert alapanyagot préseléssel közvetlenül izzószállá alakították. Így már az izzószál nem volt törékeny, és sikerült 220 V feszültségű lámpát előállítani. Az új eljárással készült, a korábbi lámpákhoz képest lényegesen fehérebb, és az ívlámpáéhoz hasonló fényű lámpák iránt rendkívül nagy volt az érdeklődés, ami a cégvezetést a termelés felfuttatására ösztönözte, és meghatározta a cég fő profilját. Ennek következményeként 1906. március 23-án a cég nevét Egyesült Izzólámpa és Villamossági Rt-re változtatták.
1906. november 19-én az Egyesült Izzó Justtal, Hanamannal, valamint a bécsi pénzemberek bevonásával a volfrámlámpa hasznosítására megalapította a Nemzetközi Wolframlámpa Rt.-t. Ez a cég 13 országban szabadalmaztatta a találmányt.
Mivel az Izzó viszonya a feltalálókkal, különösen Justtal, meglehetősen megromlott, 1912-1914 között az Izzó megszerezte a Nemzetközi Wolframlámpa Rt. csaknem teljes tulajdonjogát. Hanaman 1909 elején az Amerikai Egyesült Államokba távozott, Justtal pedig viták támadtak a licenc díjak körül. Az Egyesült Izzó, bár érzékenyen érintette a két feltaláló elvesztése, megvált tőlük, és nagy beruházásokkal folytatta a volfrámlámpa gyártás bővítését.
Mialatt Újpesten hatalmas beruházásokkal áttértek a tömeggyártásra, az amerikai General Electric laboratóriumában  1908-ban William D. Coolidge húzás útján 0,01 mm átmérőjű volfrám szálat állított elő, és szabadalmaztatta is. Ezzel a technológiával a lámpák olcsóbbak és jobb minőségűek lettek. Az Egyesült Izzó 1912-ben megvásárolta a szabadalmat, és ezeket már Tungsram védjeggyel hozták forgalomba.
A két feltaláló életútja a továbbiakban már nem találkozott. Just, mivel sem beosztott kutatóként, sem a Nemzetközi Wolframlámpa Rt. résztulajdonosaként nem akart szabadalma hasznán másokkal osztozni, 1921-ben gyárat alapított Újpesten, Dr. Just-féle Izzólámpa és Villamossági Rt. néven. Néhány évig állta a versenyt az Izzóval, de tőke hiányában alulmaradt. Aschner Lipót, az Izzó vezérigazgatója, könyörtelenül elbánt ellenfelével. A Just-gyár részvényeit a General Electric vásárolta fel, és azonnal továbbadta az Izzónak, mely a gyárat felszámolta. A gépeket elszállították az Izzóba, a helyiségeket pedig raktárnak használták. Just a kartelltól havi, a General Electrictől pedig évi járandóságot kapott. 1936-ban Pozsonyban próbált izzólámpa gyárat alapítani, de Aschner ezt is megakadályozta. Dr. Just Sándor 1937 májusában szegényen halt meg, temetési költségeit az Egyesült Izzó fedezte, amit Aschner rendkívül nehezményezett. Holtában sem tudott megbocsátani ellenfelének.